# Programa Relay

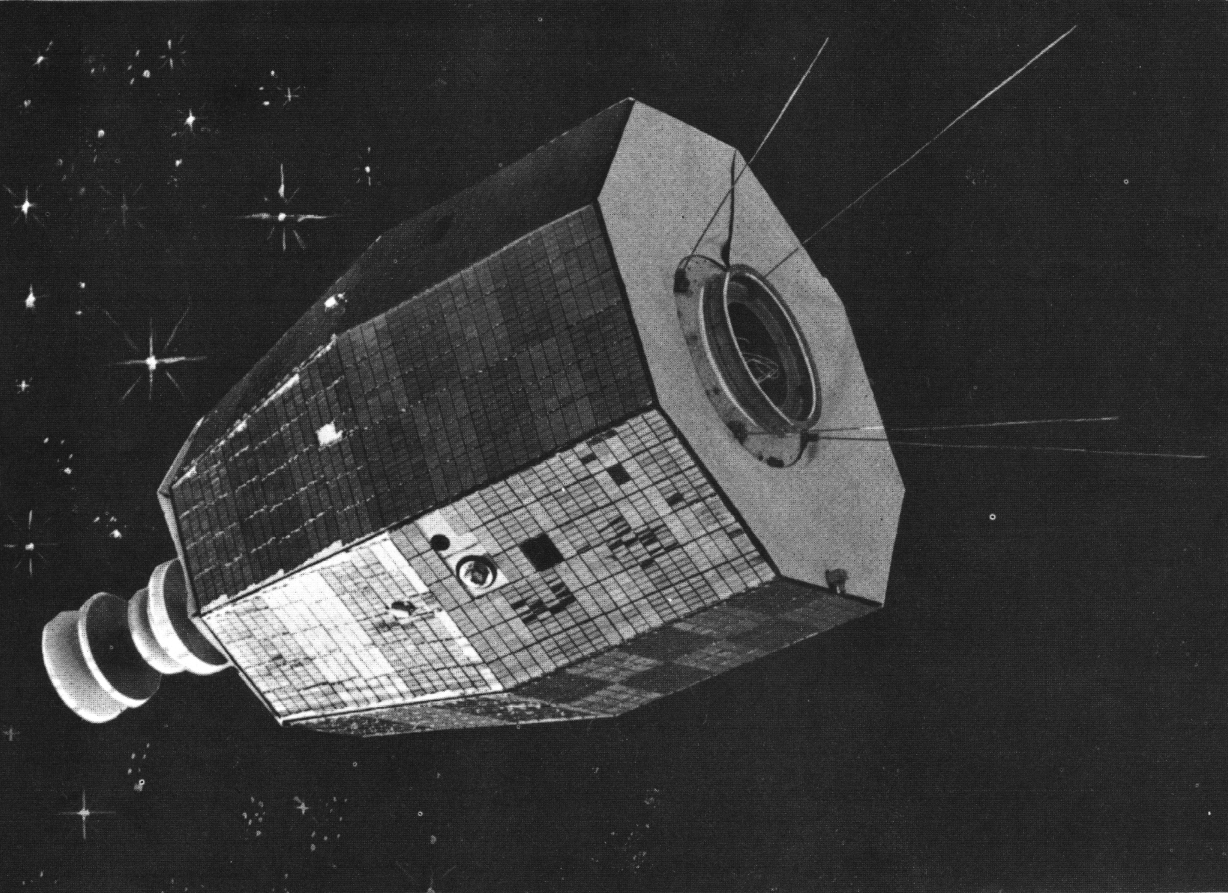
Concepção artística de um satélite Relay.

O Programa Relay foi um programa espacial desenvolvido pelos Estados Unidos a fim de se lançar dois satélites de comunicação experimentais, sendo estes financiados pela NASA (Administração Nacional de Aeronáutica e do Espaço) e desenvolvidos pela RCA.

## Histórico

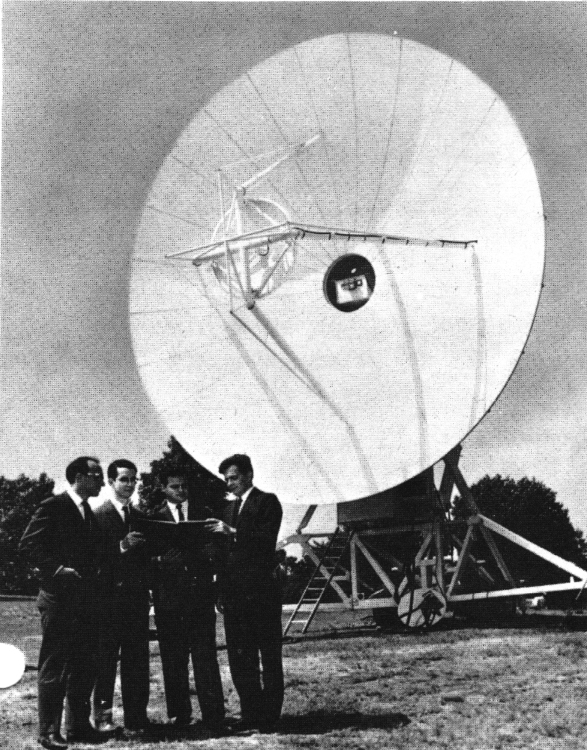
Antena de recepção do Projeto Relay instalada no Brasil.

Em Novembro de 1960, a NASA apresentou um contrato para os laboratórios de tecnologia espacial para um projeto de estudo de viabilidade de um satélite de comunicação ativo, e em Janeiro do ano seguinte, já estavam fazendo reuniões de apresentação sobre os requisitos do projeto Relay para representantes da indústria. Em resposta ao sucesso da União Soviética nos primeiros passos da corrida espacial e o subsequente apoio do Presidente John F. Kennedy a um programa espacial forte para os Estados Unidos, o programa de satélite de comunicação da NASA recebeu uma suplementação de fundos, que permitiu o apoio às pesquisas de satélites ativos. Em Maio de 1961, a Radio Corporation of America foi escolhida e contratada para fabricar três satélites Relay.

## O projeto
Os satélites Relay foram projetados com três objetivos em mente: testar comunicações transoceânicas, medir a radiação no seu caminho orbital, e determinar a extensão dos danos nas células solares e diodos dos satélites causados por prótons e elétrons de alta e baixa energia. Os satélites Relay eram construídos com sistemas redundantes na maioria dos instrumentos. O componente mais importante, o repetidor de micro ondas, recebia sinais de frequência modulada de uma ou mais estações em terra, amplificava esses sinais e os retransmitia. Para coordenar e definir os principais experimentos internacionais do projeto, um comitê internacional de estações em terra foi criado.

## Relay 1

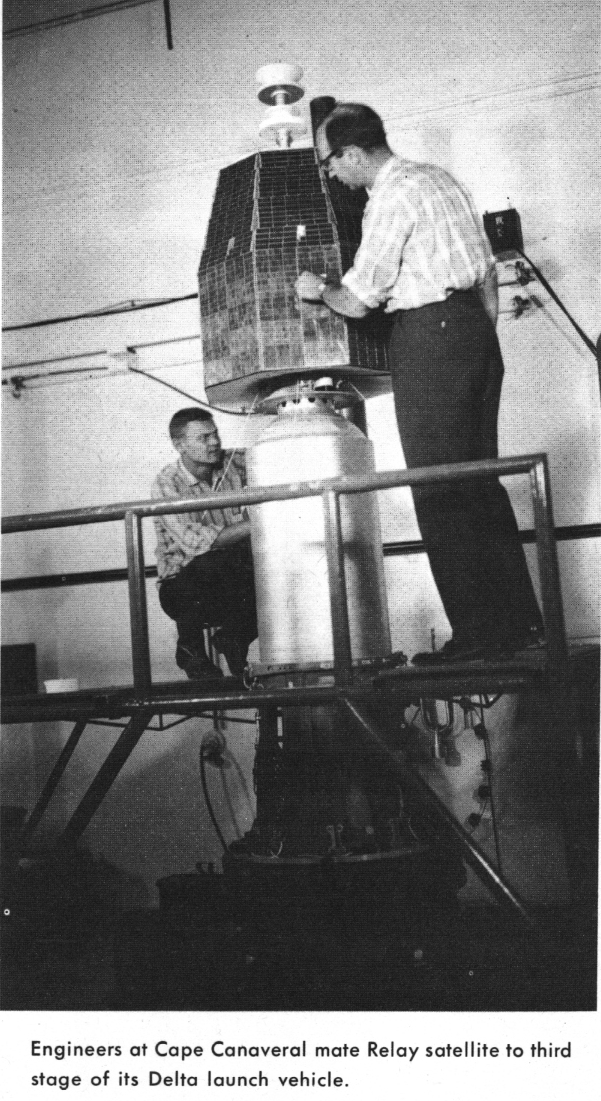
O satélite Relay 1 sendo instalado no topo do veículo lançador.

Relay 1 (ou Relay A) foi lançado a 13 de dezembro de 1962 da Estação da Força Aérea de Cabo Canaveral, nos Estados Unidos, através de um foguete Delta-B. Foi posicionado em uma órbita com um perigeu de 1.322 quilômetros e um apogeu de 7.440 quilômetros. A inclinação do satélite rea de 47,4º e voltou-se cerca de 167 vezes por minuto para o seu eixo longitudinal. O objetivo principal deste satélite foi testar sinal de TV, telefonia, fax e dados digitais. Além disso, o Relay 1 estava equipado com equipamentos para a medição e mapeamento dos cinturões de radiação ao redor da Terra.

O Relay 1 foi o primeiro satélite a efetuar uma transmissão de TV entre os Estados Unidos e o Japão. Essa primeira transmissão, ocorrida durante a órbita 2677 (1963-11-22, 13:27:42-2048 (GMT), ou 1:27 pm horário de Dalas), deveria ser apenas uma mensagem do presidente dos Estados Unidos ao povo japonês, mas ao invés disso, foi justamente o anúncio do assassinato de John F. Kennedy. Na órbita 2678, este satélite transmitiu um programa intitulado: Record, Life of the Late John F. Kennedy, o primeiro programa de televisão transmitido simultaneamente para Estados Unidos e Japão.

Nas órbitas seguintes, a NBC transmitiu a cobertura da procissão funeral entre a Casa Branca e a Catedral.

Nos três dias seguintes ao assassinato, o Relay 1 realizou um total de onze transmissões curtas; oito para a Europa e três para o Japão. Todas as passagens úteis do satélite foram tornadas disponíveis para permitir a cobertura imediata dos trágicos eventos.

## Relay 2
O Relay 2 (ou Relay B) foi lançado a 21 de janeiro de 1964 da Estação da Força Aérea de Cabo Canaveral, nos Estados Unidos, através de um foguete Delta-B. O satélite foi posicionado em uma órbita com um perigeu de 2.091 quilômetros e um apogeu de 7411 quilômetros, com uma inclinação de 46,29°.
Apesar de fisicamente similar ao antecessor, o desenho mudou um pouco melhorando a sua performance ao ponto de eliminar quase que por completo a resposta do satélite à comando espúrios. Um dos dois transponders a bordo, operou normalmente até 20 de Novembro de 1966, quando daí por diante, a sua performance foi piorando até a falha total em 20 de Janeiro de 1967. O outro transponder continuou a operar normalmente até 9 de Junho de 1967, quando também deixou de operar normalmente.

## Estado Atual
Em 17 de setembro de 2010, ambos os satélites ainda estavam orbitando ao redor da terra.